# Vévodství Berg
Vévodství Berg neboli Bergské vévodství (německy Herzogtum Berg, nizozemsky Hertogdom Berg), původně hrabství Berg (německy Grafschaft Berg), byl stát Svaté říše římské. Hrabstvím byl tento drobný státní útvar do roku 1380, kdy byl povýšen na vévodství. V roce 1806 vytvořil císař Napoleon velkovévodství Bergu (a Klevska), které se stalo členem Rýnského spolku. To přetrvalo jen do roku 1815, kdy bylo začleněno do Pruského království. Berg byl situován na pravém břehu Rýna jižně od řeky Ruhr. Dnes toto území někdejšího vévodství spadá do německé spolkové země Severní Porýní-Vestfálsko. Název země nyní přežívá v označení regionu Bergisches land, jež se však zpravidla používá pouze pro vysočinné části bývalého vévodství (zemský okres Rýn-Berg).
Sídlem hrabat byl hrad Berge u Altenbergu, od roku 1133 Burg an der Wupper (nyní součástí města Sollingen). Od 14. století byl správním centrem i rezidencí Düsseldorf.

## Historie
První zmínka o hrabatech z Bergu se datuje kolem roku 1080. Vévodství bylo od 14. století v personální unii s jülišským vévodstvím, od 16. století také s vévodstvím klevským a hrabstvími Mark a Ravensburg. Jako „spojená vévodství“ byla sjednocována i co se týče správy. Po smrti vévody Viléma roku 1609 došlo ke sporu o dědictví, který se stal závažným politickým sporem na celoříšské úrovni mezi katolickým a protestantským táborem v předvečer třicetileté války. Vévodství připadlo rodu Pfalz-Neuburg a následně až do napoleonských válek bylo spravováno jako součást Rýnské Falce.

## Mapy

Hrabství Berg v roce 1350
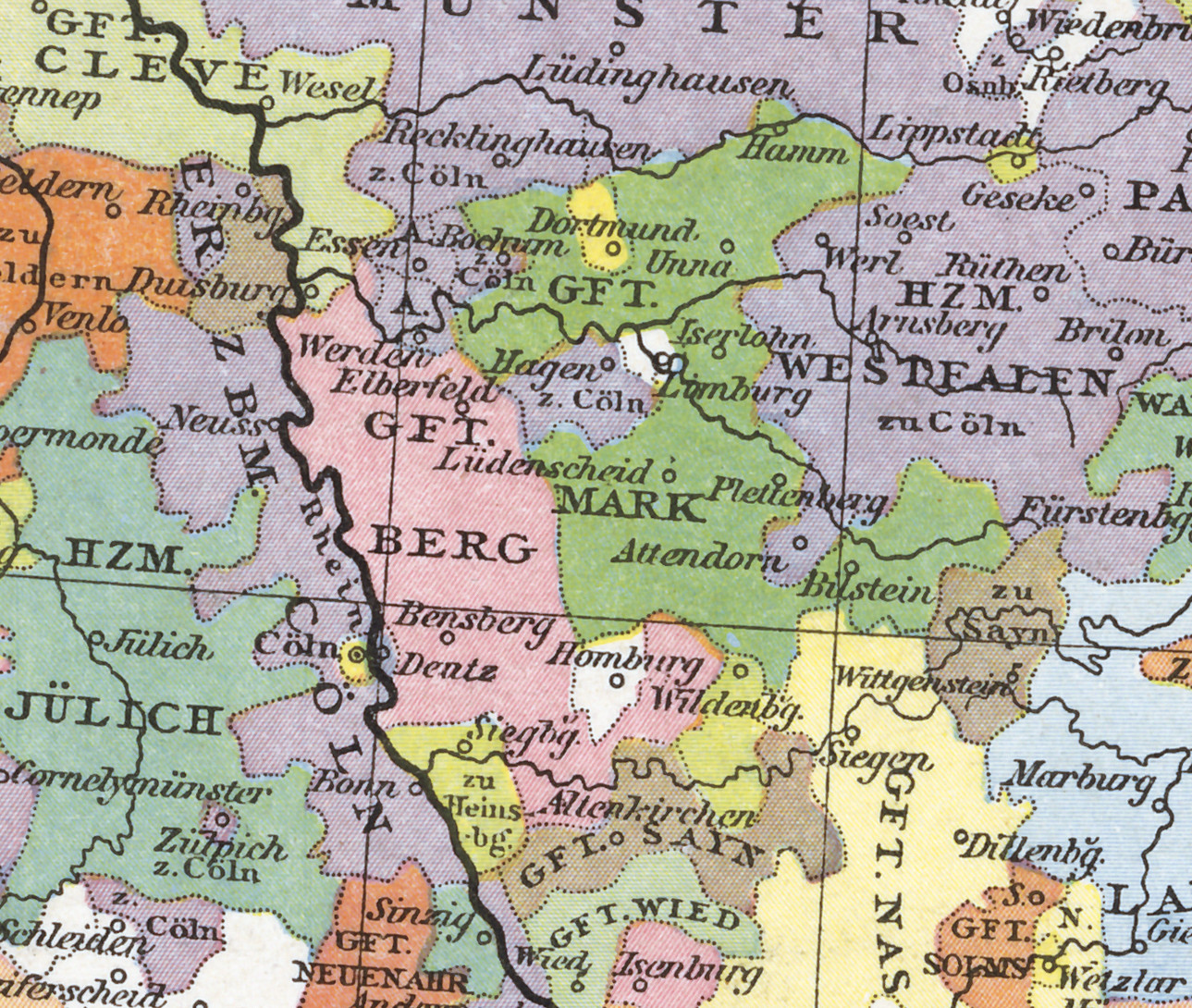
Vévodství Berg v 15. století
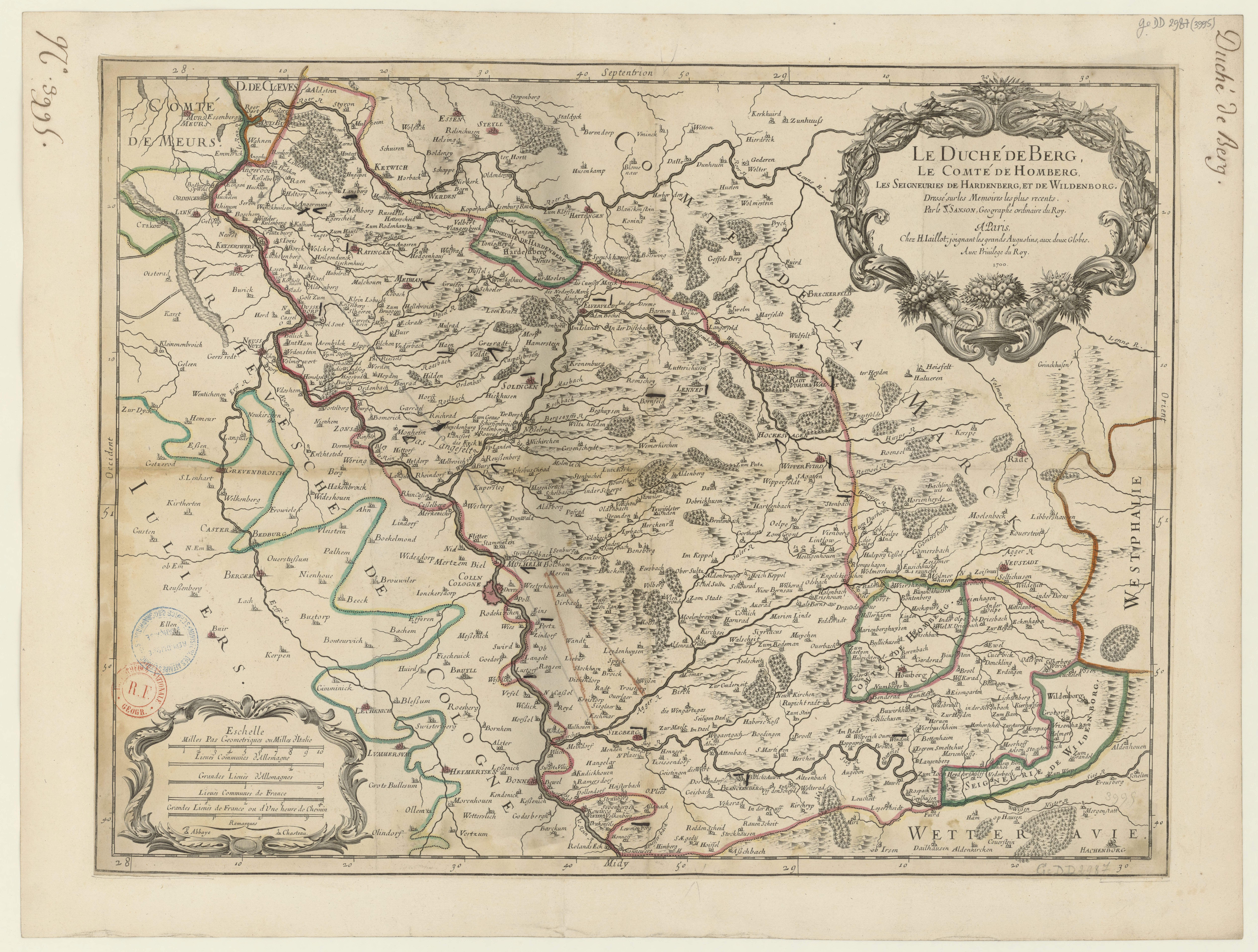
Mapa vévodství (1696)

## Symbolika

znak:
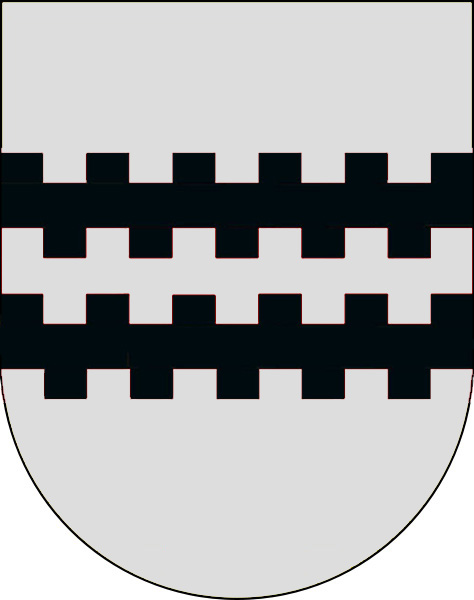
znak hrabství do roku 1225
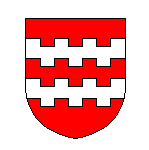
znak hrabství do roku 1288
znak hrabství a poté vévodství

## Památky

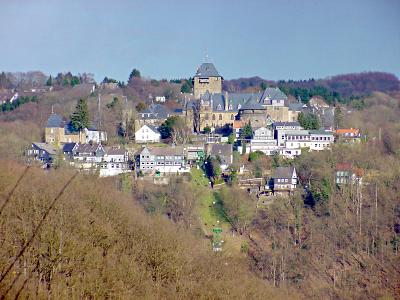
Burg an der Wupper
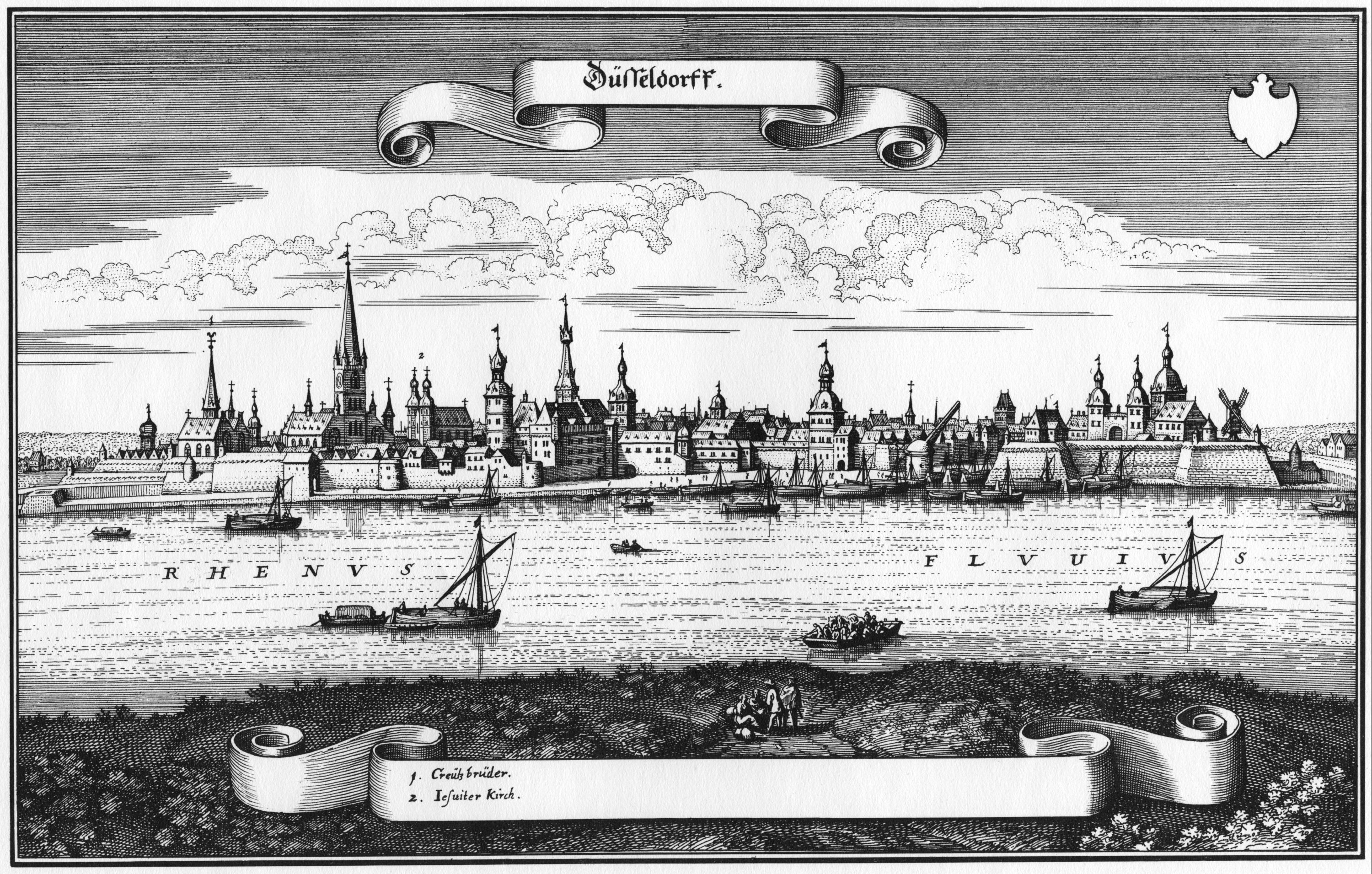
Düsseldorf (1647)
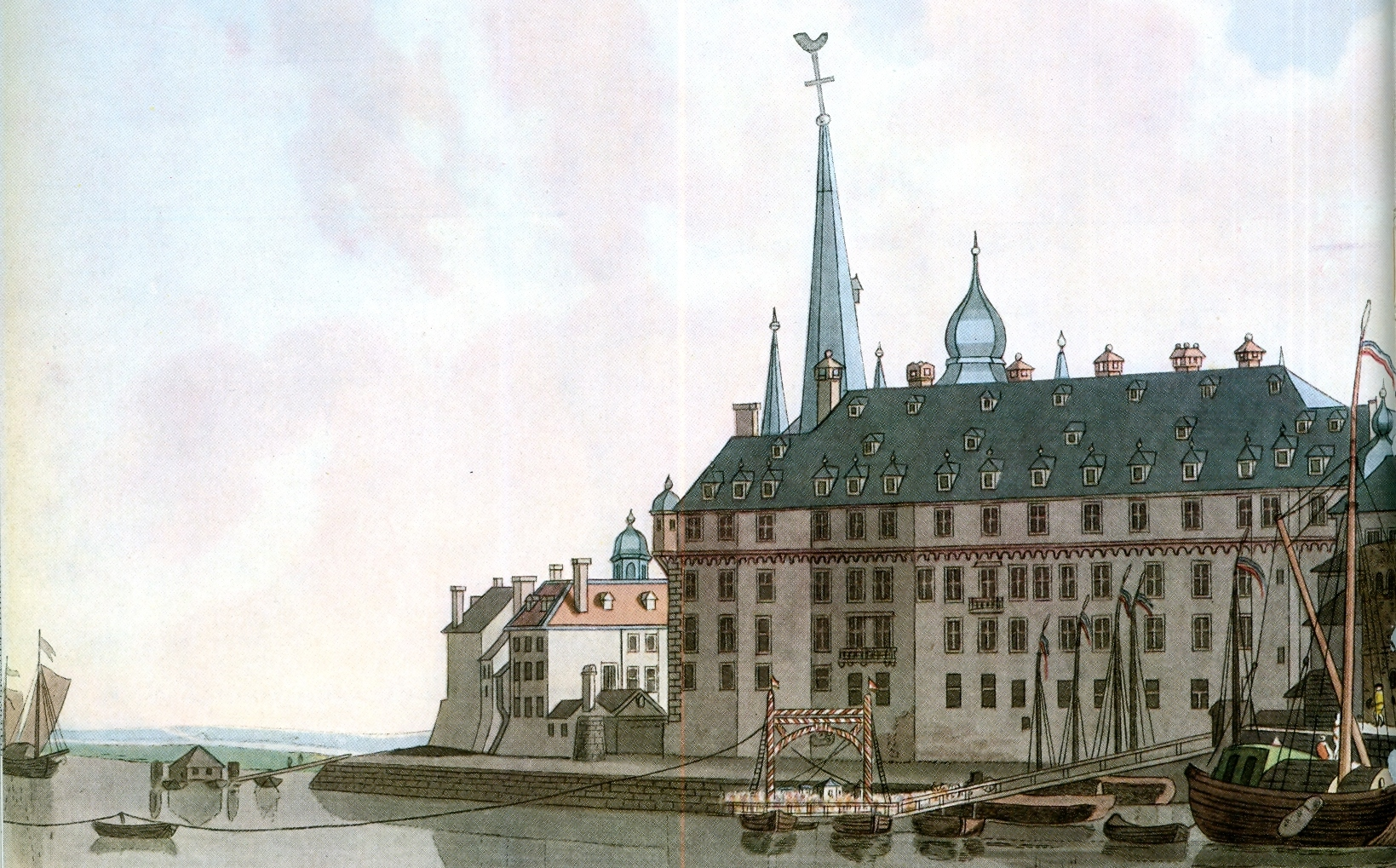
Düsseldorfský zámek (1798), rezidence bergských vévodů
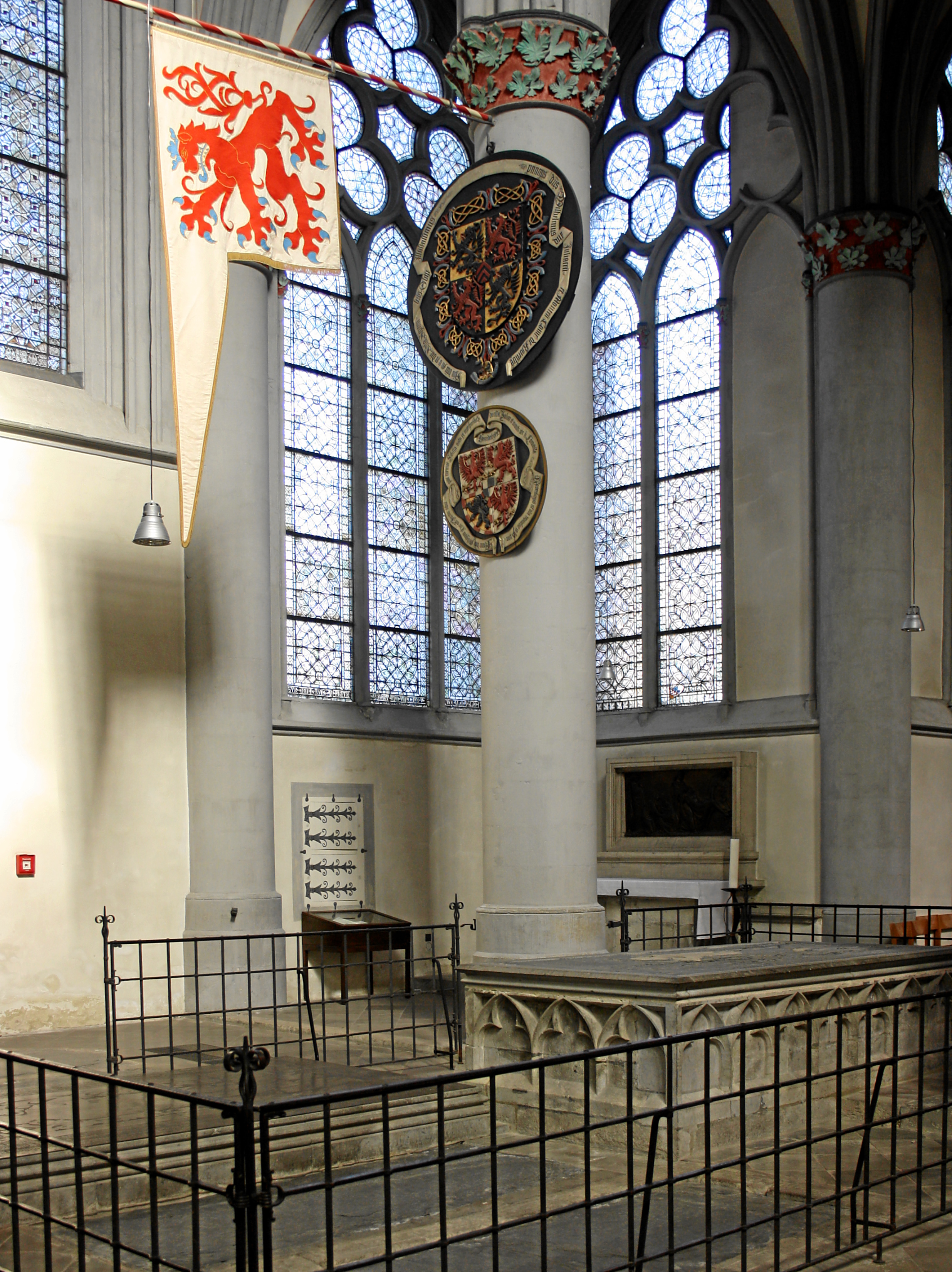
Hrobka vévodů z Bergu v altenberském dómu